# بيا فوغل
بيا فوغل هي مجدفة سويسرية، ولدت في 8 يناير 1969 في سورزيه ‏ في سويسرا.

## وصلات خارجية
- بيا فوغل على موقع الاتحاد الدولي للتجديف (الإنجليزية)
- بيا فوغل على موقع اللجنة الأولمبية الدولية (الإنجليزية)
- بيا فوغل على موقع أوليمبيديا (الإنجليزية)